# Susanne Leutenegger Oberholzer
Pour les articles homonymes, voir Leutenegger et Oberholzer.
Susanne Leutenegger Oberholzer, née le 6 mars 1948 à Coire, est une personnalité politique suisse, membre du Parti socialiste.

## Biographie
Après avoir obtenu une licence en sciences économiques à l'Université de Bâle, elle travaille comme économiste et journaliste économique. Elle reprend ensuite des études de droit, puis travaille au secrétariat central d'un syndicat. En 1999, elle passe son brevet d'avocat à Bâle où elle travaille depuis 2002.

### Carrière politique

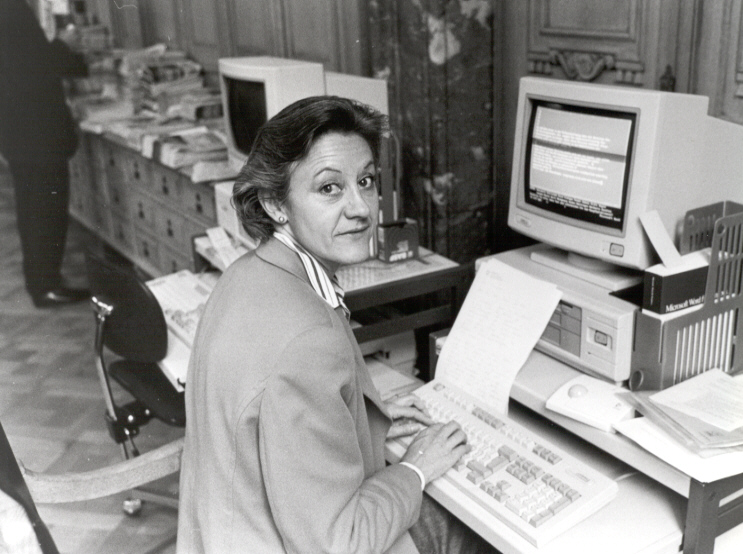
Susanne Leutenegger Oberholzer en 1990 au Palais fédéral

Sur le plan politique, elle fait tout d'abord partie des Organisations progressistes de Suisse (POCH) qu'elle représente au Grand Conseil du canton de Bâle-Ville de 1983 à 1989, puis au Conseil national de 1987 à 1991. En 1993, elle rejoint le parti socialiste sous l'étiquette duquel elle est à nouveau élue à la chambre basse du Parlement dès 1999.
En 2018, elle annonce son intention de se retirer du Conseil national,. Elle est remplacée par Samira Marti dès le 10 décembre 2018.